# Anglický dlouholící rejdič
Anglický dlouholící rejdič, též anglický long faced nebo anglický krátkozobý rejdič, je okrasné plemeno holuba domácího. Je to menší holub s extrémně vyklenutou hlavou, velmi krátkým zobákem a velkýma světlýma očima. Chová se ve dvou formách, bezrousé a rousné. V seznamu plemen EE náleží mezi rejdiče, anglický dlouholící rejdič bezrousý je označený číslem 0830, anglický dlouholící rejdič rousný má číslo 0831.

## Vznik

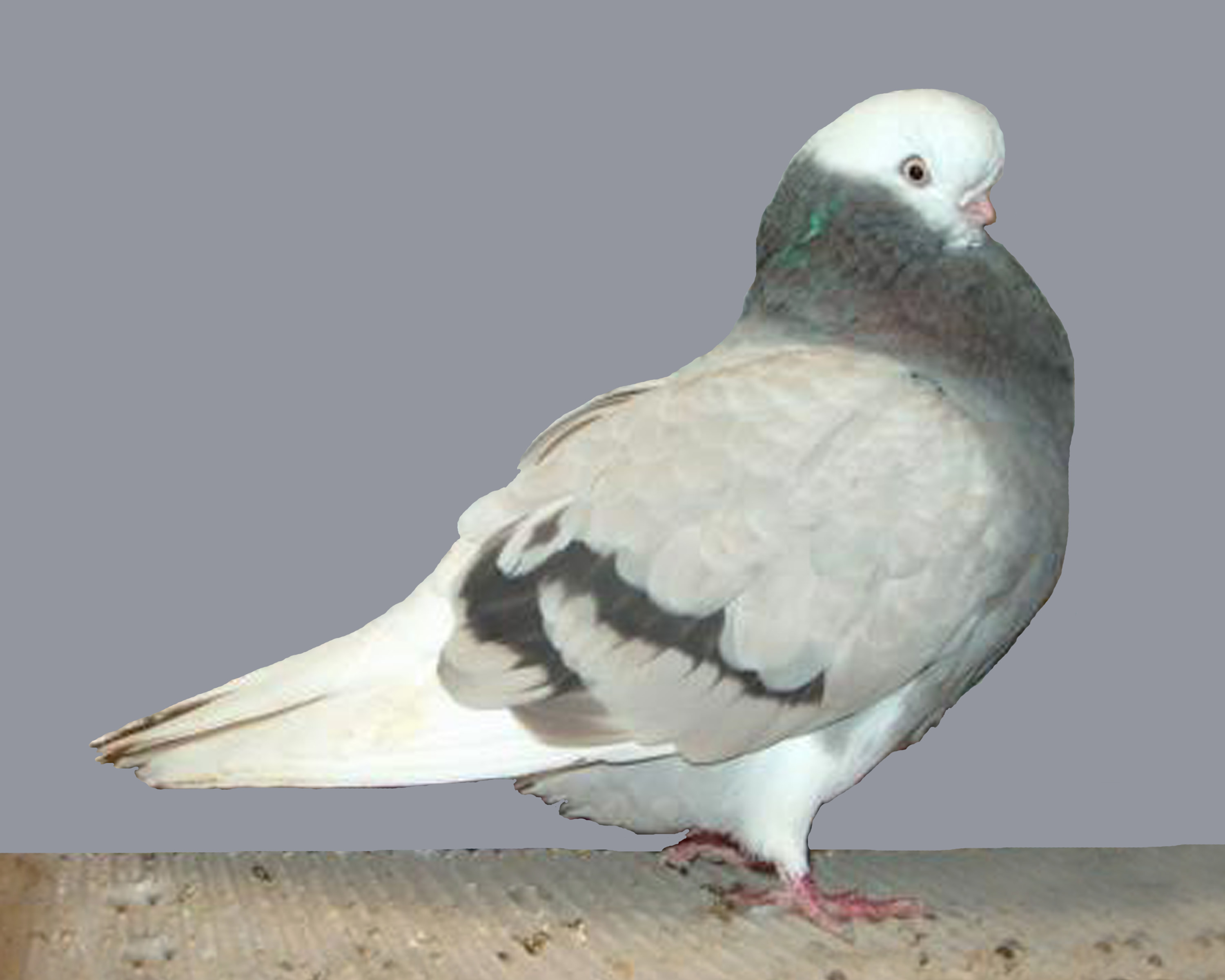

Po objevení náhradní cesty z Evropy do Asie se otevřeli možnosti dovozu okrasných ptáků z Bombaje (Mumbaje) a dalších přístavů, právě odtamtud totiž pocházejí předci anglických dlouholících rejdičů. Plemeno vzniklo později v Anglii, pravděpodobně křížením místních holubů a gooleeů dovezených z Indie. Plemeno anglický dlouholící rejdič původně nazývalo self. První, kdo popsal toto holubí plemeno byl Willoughby v roce 1676, ten jej ale jen krátce zmínil. Další zmínka byla v knize Treatise o Domestic Pigeons z roku 1765, kdy jen popis zbarvení těchto holubů zabral přes deset stran. Rok předtím (1764) byl vydán první oficiální standard. 1800 byl založený první klub chovatelů těchto holubů v Anglii. V roce 1970 bylo plemeno přejmenováno na anglického středozobého rejdiče, od roku 1978 je nazýváno v zemi původu Long Faced, dlouholící. Mezi krátkozobými rejdiči patří k těm největším.
V České republice není toto plemeno dlouhodobě chované, velké výstavy se ale pořádají v Německu. Krom Německa je anglický dlouholící rejdič početný v zemi svého původu, Francii, Belgii a Nizozemsku.

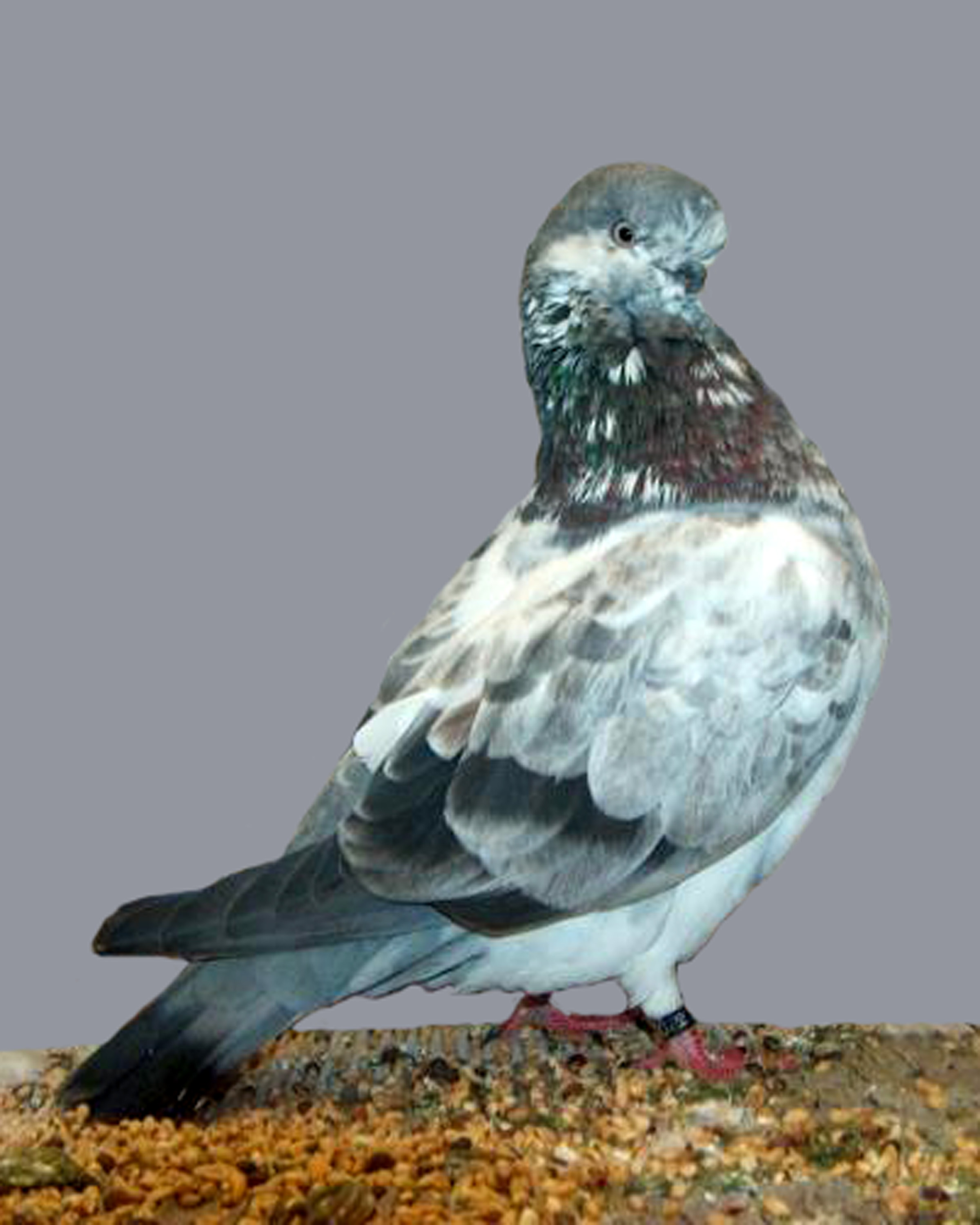

## Vzhled
Hlava ptáka je velká, hladce zaoblená, čelo je tak vypouklé, že dosahuje až před zobák, která je pravoúhle nasazený, s čelem svírá úhel 90° a velmi krátký. Oči jsou vždy perlové, velké a umístěné co nejvíc ve středu kulovité hlavy. Krk je krátký a silný a plynule přechází v trup zaoblených tvarů. Postava je spíše kratší a hřbet se svažuje mírně dozadu. Křídla jsou nesena na ocase. Tím se anglický dlouholící rejdič odlišuje od podobného anglického šorta, který nese křídla pod ocasem. Plemeno se chová v celé řadě barevných i kresebných rázů, ale je nejznámějším nositelem mandlového zbarvení, které sice bylo v minulosti přeneseno i na jiná plemena holubů, ale u anglických dlouholících rejdičů se vyskytuje téměř běžně.

## Chov

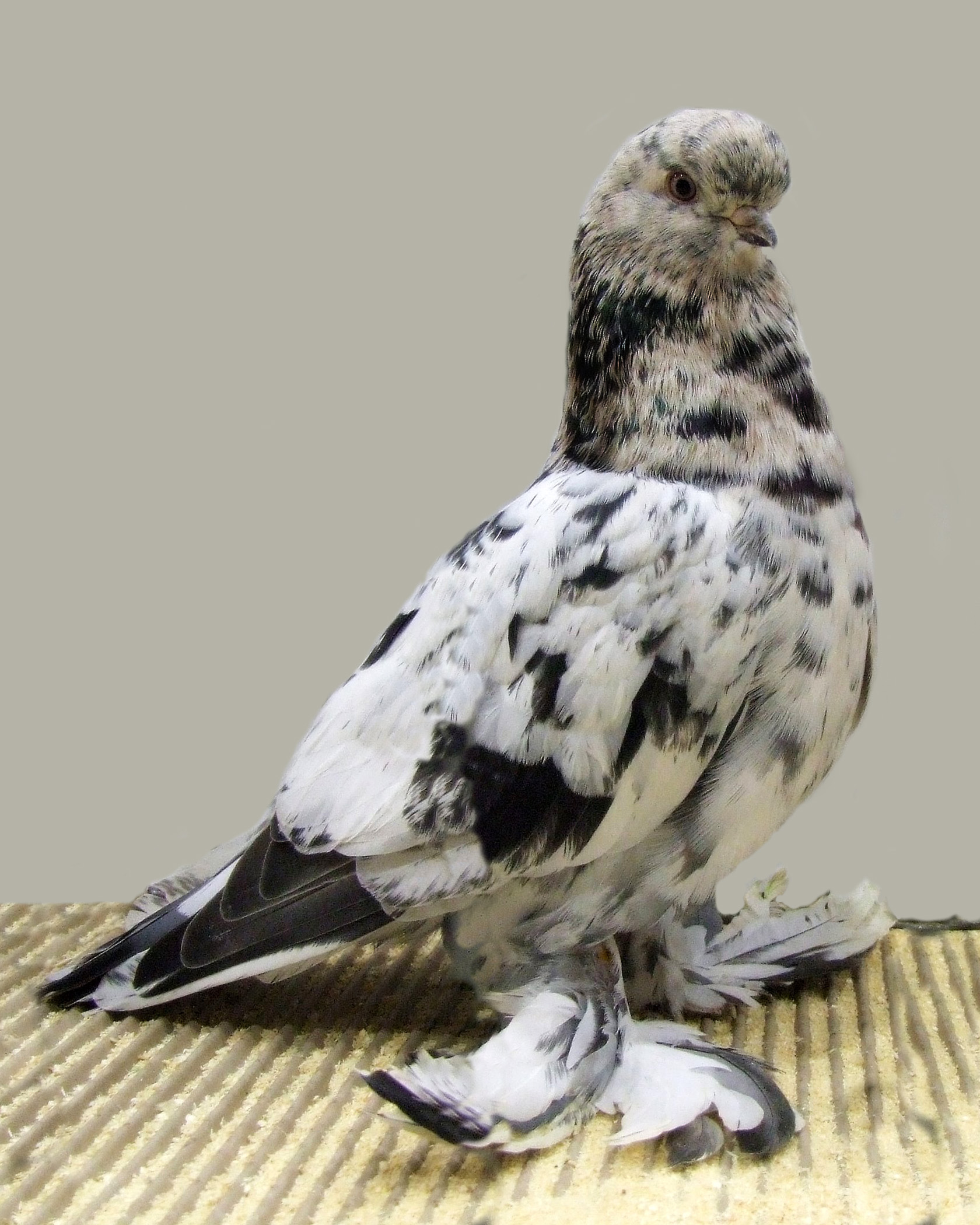

Anglický dlouholící není na chovatelské zařízení nijak náročný, k životu mu stačí jen málo, přesto se hodí pro zkušenější chovatele. Je to kvůli odchovu mladých, kteří se kroužkují 7mm kroužkem. Tento odchod se provádí pomocí jiných rejdičů, nejčastěji středozobích. Když nejsou k dispozici náhradní chůvy, musí mláďata dokrmovat člověk. Stravování není složité, jen je nutné kupovat směsi speciálně pro krátkozobá plemena, kde jsou drobnější komodity. Plemeno je velmi ceněné, od čehož se odvíjí i jeho cena, proto se hodí pro chovatele s dobrým finančním zázemím.